# Салин, Айрис
Айрис Салин (фин. Iris Salin; 20 августа 1906, Гельсингфорс — 12 ноября 1991, Эспоо, Уусимаа) — финская артистка балета, солистка Финского национального балета, педагог.
С 1924 года выступала на сцене Финской национальной оперы. Позже играла в Хельсинкском рабочем театре. Снималась в кино («Elinan surma» (1936), «Laivan kannella»).
После завершения активной сценической карьеры работала преподавателем балетного училища Финского национального балета.
За выдающиеся заслуги перед культурой Финляндии в 1963 году награждена высшей государственной наградой
«Pro Finlandia».
Похоронена на кладбище Кулосаари в Хельсинки.
Сестра Клауса, Хольгера и Алфа Салин, финских актёров балета.

## Избранные роли
- Одетта («Лебединое озеро» Чайковского)
- Кармен (одноименный балет Бизе)
- «Сильфиды» Фокина
- Коппелия (одноименный балет Делиба)